# Sangdo (metropolitana di Seul)
Sangdo (상도역 - 上道驛, Sangdo-yeok ) è una stazione della metropolitana di Seul servita dalla linea 7 della metropolitana di Seul. Si trova nel quartiere di Dongjak-gu, a sud rispetto al centro della città.

## Linee
SMRT
● Linea 7 (Codice: 739)

## Struttura
La stazione è realizzata sottoterra, e possiede due banchine laterali, con due binari con porte di banchina a piena altezza e ascensori. Sono presenti due aree tornelli e 5 uscite in superficie.
| Direzione Jangam            | ● Linea 7 | per Isu, Express Bus Terminal, Geondae-ipgu, Nowon e Jangam |
| Direzione Bupyeong-gucheong | ● Linea 7 | per Daerim, Onsu e Bupyeong-gucheong                        |

## Stazioni adiacenti
| «               | Servizio | »              |
| Linea 7         | Linea 7  | Linea 7        |
| --------------- | -------- | -------------- |
| Sungsildae-ipgu | -        | Jangseungbaegi |